# Oksywie
Oksywie (deutsch Oxhöft, früher auch Oxivien; kasch. Òksëwié), auf der Oxhöfter Kämpe (kasch. Òksëwskô Kãpa), ist ein Stadtbezirk von Gdynia (Gdingen).

## Geographische Lage
Die Ortschaft liegt im ehemaligen Westpreußen, etwa 22 Kilometer nordnordwestlich von Danzig und vier Kilometer nördlich des Stadtzentrums von Gdynia (Gdingen).

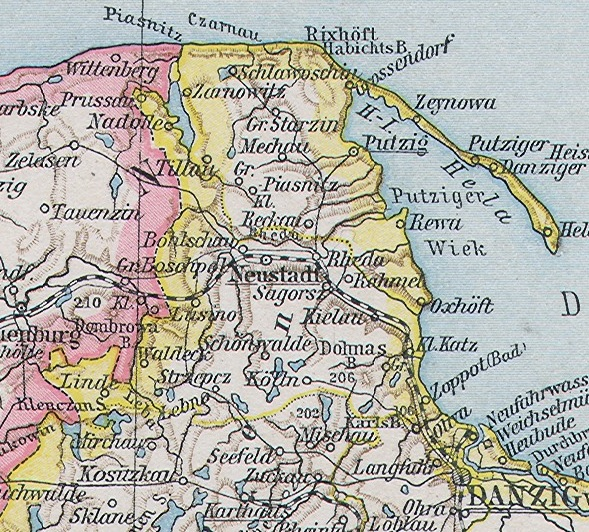
Oxhöft, nordnordwestlich von Danzig und ostsüdöstlich von Neustadt in Westpreußen, auf einer Landkarte von 1890

## Geschichte

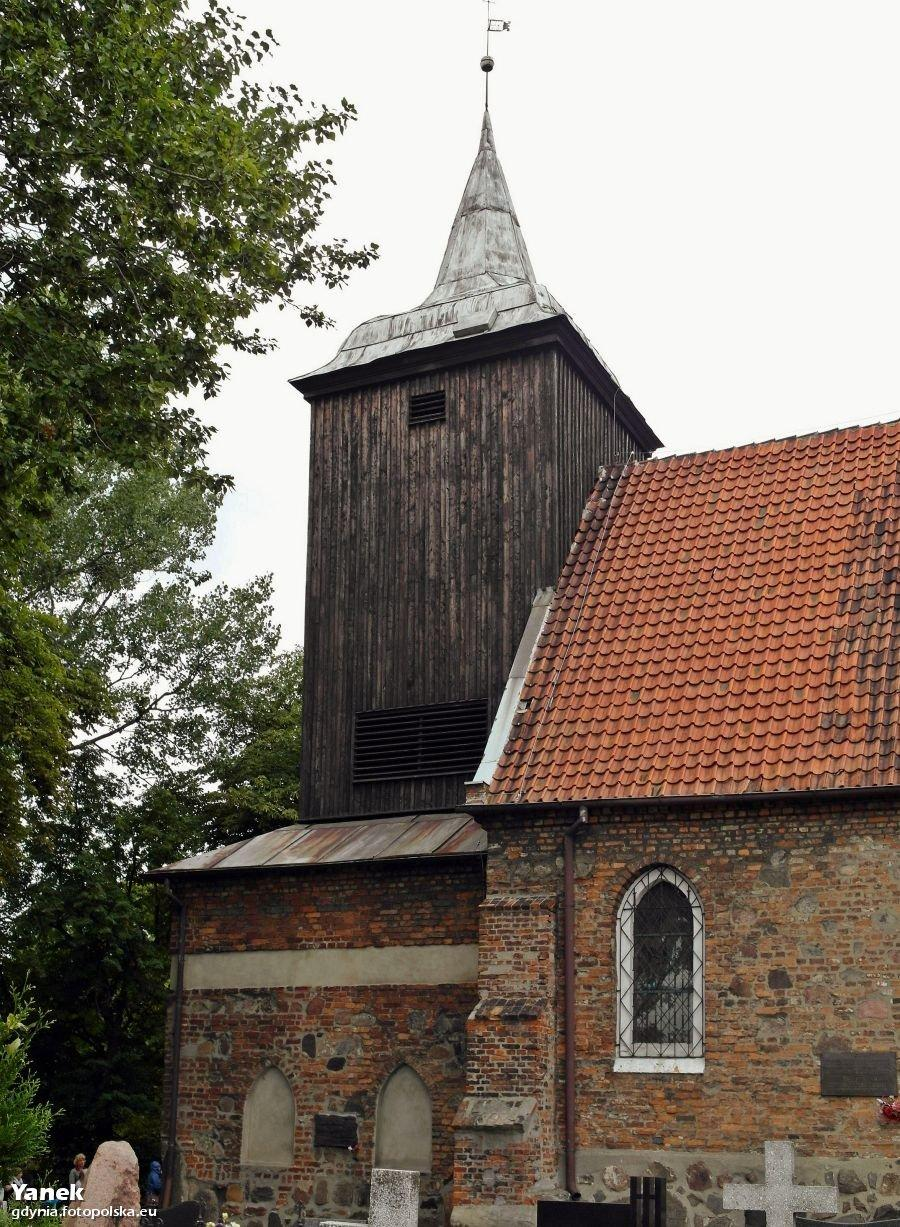
Alte Dorfkirche St. Michael (2012), 13. und 14. Jh., bis 1945 Gotteshaus der katholischen Gemeinde Oxhöft

Die ältesten überlieferten Ortsbezeichnungen – Oxiva, Occiva, Oxive, Oxsivia – sind slawischen Ursprungs; im Jahr 1209 schenkte Mestwin I. dem Kloster Zuckau das Dorf zusammen mit einer Reihe anderer Dörfer. Oxhöft blieb bis zur Säkularisation im Besitz des Klosters. Der Ortsname Oxhöfft entstand im 14. Jahrhundert durch Angleichung an deutsche Sprachgewohnheiten. Während der Herrschaft des Deutschen Ordens wurde Oxhöft in zahlreichen Urkunden erwähnt. Der Ort war erster Fundort für die nach ihm benannte Oxhöft-Kultur (auch Oksywie-Kultur).
Im Jahr 1789 gehörte das auch Oxivien genannte katholische Kirchdorf zum Amt Brück.
Bis 1919 bildete Oxhöft eine Landgemeinde im Landkreis Putzig im Regierungsbezirk Danzig der Provinz Westpreußen des Deutschen Reichs. Oxhöft war Sitz des Amtsbezirks Oxhöft.
Als nach den Ersten Weltkrieg der Versailler Vertrag die Verlegung des Polnischen Korridors durch das Reichsgebiet vorsah, musste Oxhöft am 10. Januar 1920 an die Zweite Polnische Republik abgetreten werden.

Orte an der hiesigen Ostseeküste
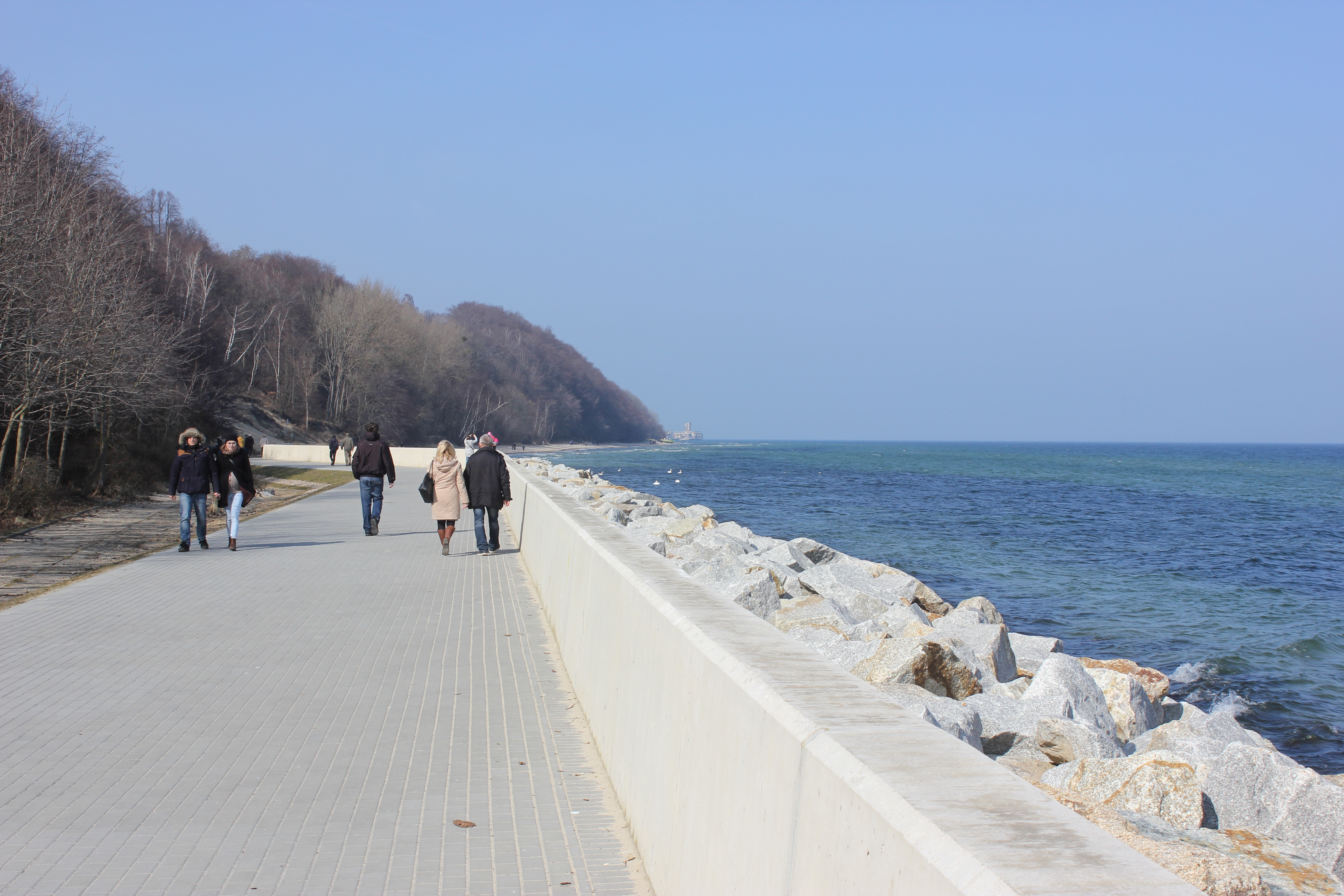
Strandpromenade (2016)
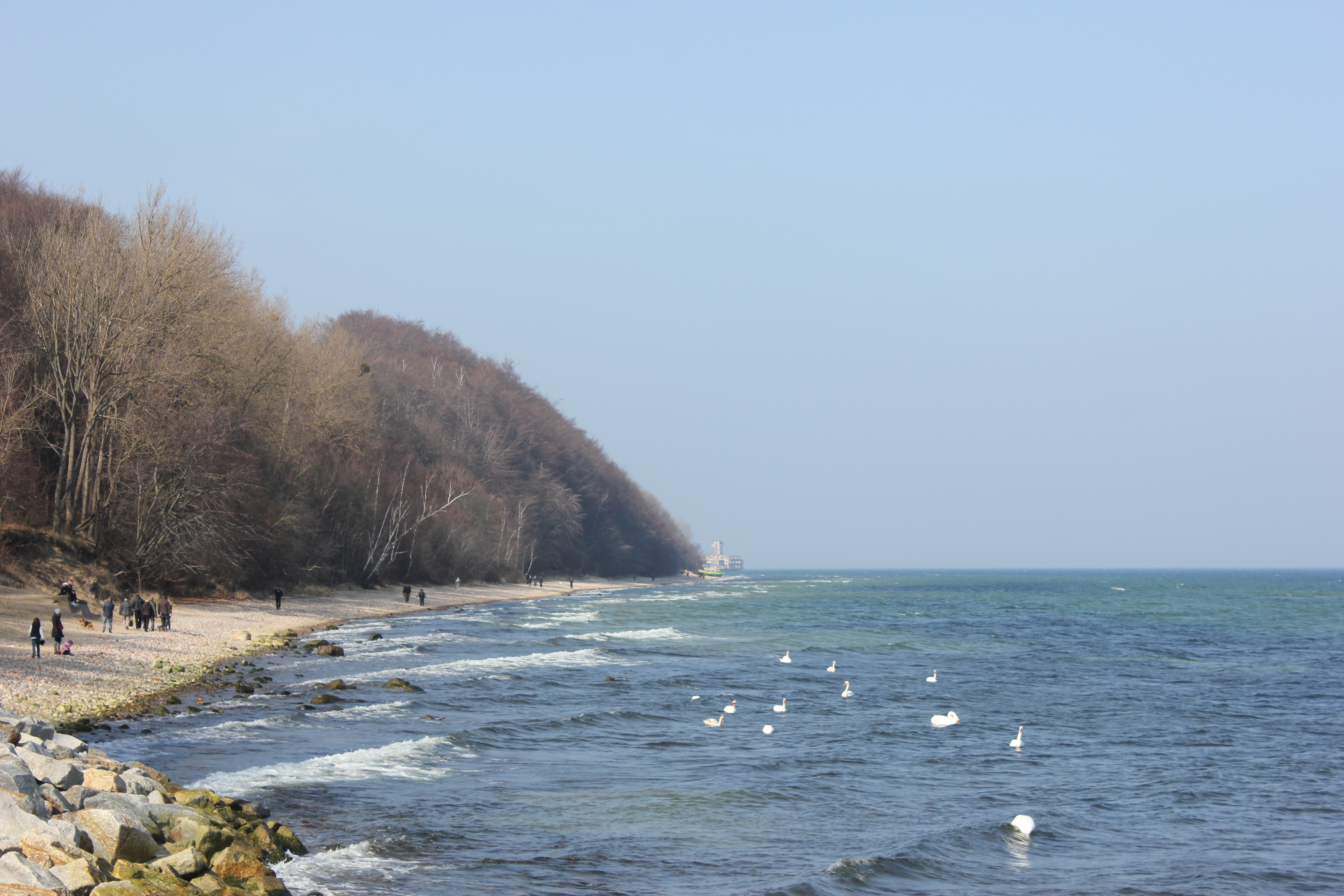
Ostseestrand (2016)
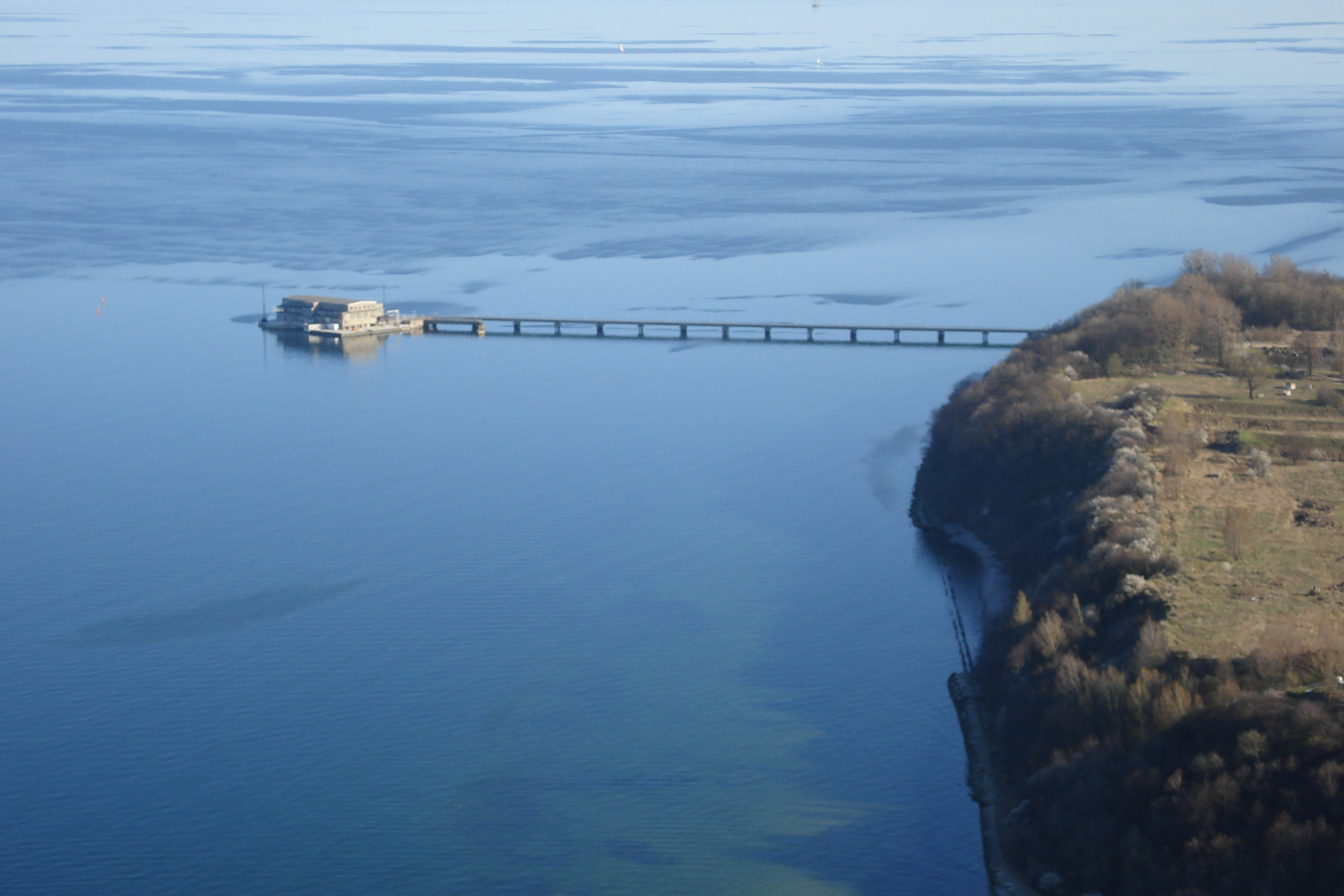
Ostsee, von der Oxhöfter Kämpe aus gesehen (2007)
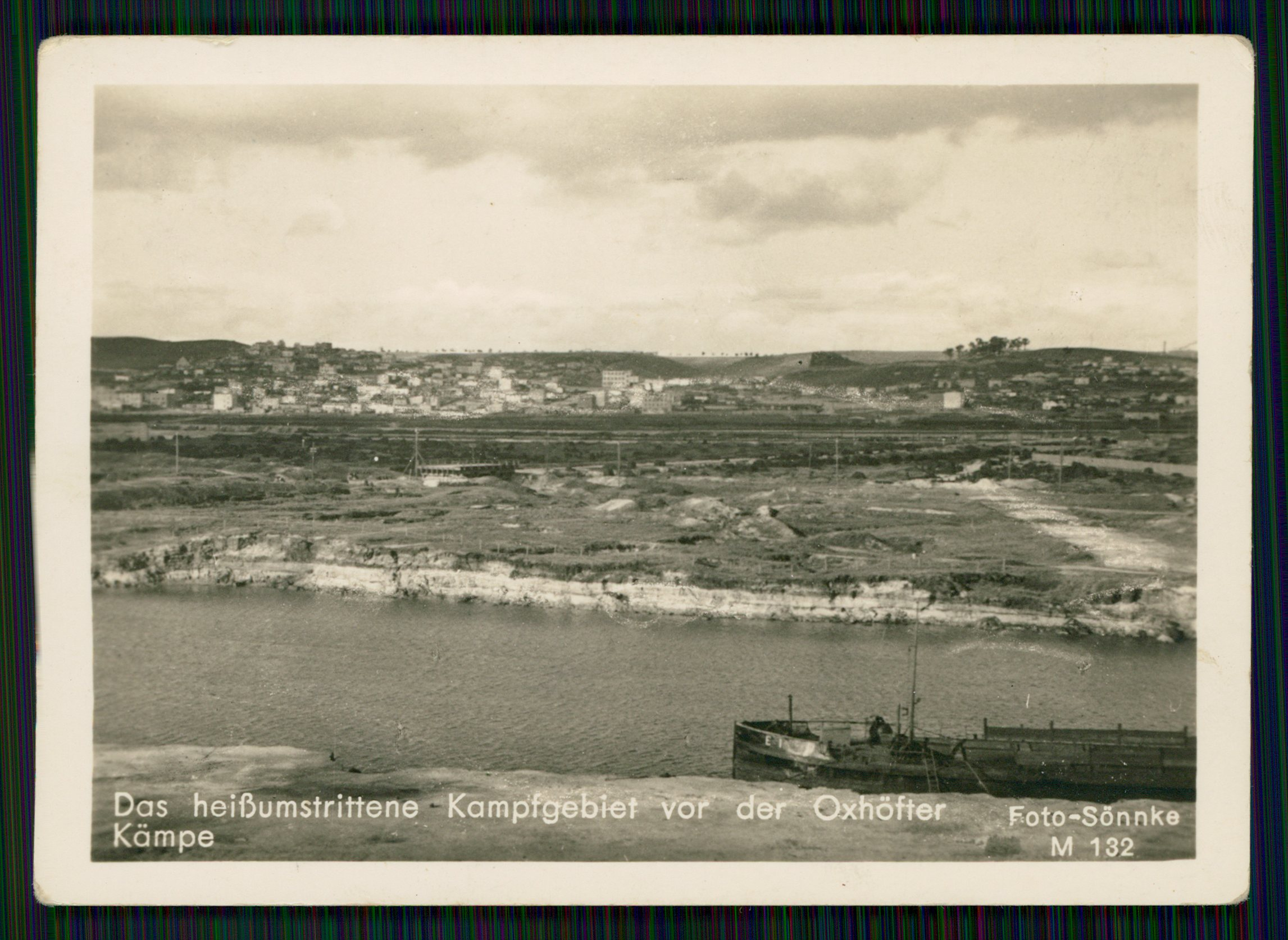
Umkämpftes Gebiet vor der Oxhöfter Kämpe 1939

1926 wurde in Oksywie der polnische Kriegshafen Gdynia (Port wojenny Gdynia) eröffnet. Er ist heute Teil des Hafens von Gdynia (Gdingen) und liegt noch zum Teil auf dem Gebiet des Stadtbezirks.
Nach dem Überfall auf Polen 1939 wurde das entnommene Territorium des Polnischen Korridors wieder in das Reichsgebiet eingefügt. Oxhöft gehörte bis 1945 zum Landkreis Putzig im Regierungsbezirk Danzig des Reichsgaus Danzig-Westpreußen im Deutschen Reich. Am 1. April 1940 wurde der Amtsbezirk Oxhöfter Kämpe neu gebildet.
1945 war die Oxhöfter Kämpe Evakuierungsort im Rahmen des Unternehmens Hannibal. Am 4./5. April 1945 wurden beim „Unternehmen Walpurgisnacht“ ca. 30.000 Soldaten von der Oxhöfter Kämpe auf die Halbinsel Hela evakuiert. 
Gegen Ende des Zweiten Weltkriegs besetzte die Rote Armee die Region. Bald danach wurde Westpreußen zusammen mit Hinterpommern und der südlichen Hälfte Ostpreußens der Volksrepublik Polen
zur Verwaltung überlassen. In der Folgezeit wurde die deutschsprachige Bevölkerung, einschließlich der deutschen Alteinwohner, die hier Grundbesitz hatten, von der polnischen Administration aus Oxhöft vertrieben.
Nach dem Stadtbezirk wurde das Flugkörperschnellboot ORP Oksywie der Osa-Klasse benannt, es diente von 1971 bis 2000 in der Polnischen Marine.

### Demographie
| Jahr | Einwohner | Anmerkungen |
| ---- | --------- | --- |
| 1818 | 184       | königliches Dorf; darunter ein Lutheraner und 183 Katholiken |
| 1852 | 562       | Dorf |
| 1864 | 724       | am 1. Dezember, Gemeindebezirk |
| 1867 | 774       | am 3. Dezember, Gemeindebezirk |
| 1871 | 814       | am 1. Dezember, Gemeindebezirk, davon 16 Evangelische und 798 Katholiken |
| 1905 | 720       | am 1. Dezember, Landgemeinde, davon 20 Evangelische (sämtlich mit deutscher Muttersprache) und 700 Katholiken (64 mit deutscher Muttersprache, 636 mit kaschubischer Muttersprache) |
| 1910 | 739       | am 1. Dezember, Gemeindebezirk, darunter 40 mit deutscher Muttersprache (18 Evangelische, 22 Katholiken), und 699 mit kaschubischer Muttersprache (sämtlich Katholiken)             |